# Éric Chahi
Éric Nicolas Chahi (wymowa eʁik ʃai, ur. 21 października 1967 w Yerres) – francuski projektant gier komputerowych, znany jako autor docenianych artystycznie dzieł Another World, Heart of Darkness i From Dust. Jest jednym z czołowych reprezentantów francuskiej branży gier komputerowych przełomu XX i XXI stulecia, obok Philippe’a Ulricha, Frédéricka Raynala i Michela Ancela.
Karierę rozpoczął w 1983 roku jako twórca gier amatorskich. Szerszą popularność zdobył jako twórca oprawy graficznej do gry Future Wars oraz autor innowacyjnego pod względem artystycznym oraz technicznym dzieła Another World. Wywarło ono znaczący wpływ na jego dalszą twórczość: Heart of Darkness i From Dust. Chahi jako utytułowany projektant wciąż utrzymuje status twórcy niezależnego, popierającego rozwój innowacji w grach komputerowych.

## Życiorys
Éric Chahi urodził się 21 października 1967 roku we francuskim mieście Yerres w departamencie Essonne, gdzie wychowywał się i kształcił. Programowanie gier zaczął w 1983 roku od dzieł tworzonych na brytyjskie komputery Oric Atmos i Amstrad CPC; ze względu na wysokie zyski porzucił naukę, aby zająć się swoją pasją.

### Początek kariery (1983–1988)
Pierwszą grą stworzoną przez Chahiego była Frog (1983), w której gracz, kierując żabą, miał łapać lecące po ekranie muchy. Kolejny produkt, Carnaval (1983), wzorowany na grze na automaty Carnival, polegał na strzelaniu do celów przy ograniczonej amunicji. Trzecia gra Chahiego pod nazwą Le Sceptre D’Anubis (1984), w której gracz wcielał się w archeologa badającego wnętrze egipskiej piramidy, stanowiła grę przygodową obsługiwaną poprzez wpisywanie komend za pomocą tekstu. W kolejnej grze francuskiego twórcy pod nazwą Doggy (1984) gracz kierował psem mającym za zadanie uciekać z lasu i omijać różnorodne przeszkody.
Następnie na zlecenie wytwórni Loriciels Chahi opracował port programistyczny gry Infernal Runner (1985) Michela Koella i Yves’a Korty, pierwotnie przeznaczonej na Commodore 64. Bohaterem gry był człowiek zamknięty w domu pełnym niebezpiecznych pułapek, z którego trzeba było jak najszybciej uciec. Wersja Chahiego, wykonana na Amstrada CPC, pozbawiała pierwowzór drastycznych detali, zawierała elementy fantasy i zmieniała zakończenie. Podczas gdy w pierowzorze Koella i Korty główny bohater kończył rozjechany przez karetkę, w wersji Chahiego radośnie podskakiwał przy napisie „Vivant” („Żywy”). Mroczniejszy klimat cechował grę przygodową Le Pacte (1986), wzorowaną na filmie Amityville Horror. Le Pacte zawierał m.in. scenę seansu spirytystycznego, którego celem było wykrycie demonów w nawiedzonym domu i ich zgładzenie. Chahi ocenił swą grę jako nieudaną ze względu na niewygodny dla gracza interfejs. Nowsze interpretacje jednak wskazują, że pod pewnymi względami (np. demonów można było pokonać z użyciem aparatu fotograficznego) Le Pacte wyprzedzał japońską grę Fatal Frame. Zarówno Infernal Runner, jak i Fatal Frame należały do pierwszych francuskich gier survival horror.
Następne gry Chahiego, stworzone już dla studia Chip Software, to pozbawione ambicji strzelanki Danger Street (1987) oraz Profanation (1987); do wczesnej twórczości Chahiego zaliczają się także gry Voyage au Centre de la Terre (1988) i Jeanne d’Arc (1988) Carla Percontiego, do których Chahi wykonał ilustracje.

### Another World
Do 1988 roku włącznie Chahi tworzył wyłącznie gry amatorskie. Sytuacja zmieniła się w 1989 roku, kiedy młodym twórcą zainteresował się projektant Paul Cuisset ze studia Delphine Software, poszukujący autora oprawy graficznej do swego dzieła Les Voyageurs du Temps (znanego także pod nazwą Future Wars). Odniosło ono wielki sukces komercyjny, co zachęciło Chahiego, by podjąć się stworzenia własnej gry. Chahi zdecydował się pracować samodzielnie, bez udziału Delphine Software, wykorzystując grafikę wektorową oraz technikę rotoskopowania. Inspirację czerpał z różnych źródeł, począwszy od Gwiezdnych wojen, a kończąc na różnych powieściach fantastycznonaukowych. Prace zakończyły się w 1991 roku, kiedy Chahi oddał gotową kopię swojej gry zarządowi Delphine Software.

Dzieło francuskiego projektanta nazywało się Another World, a jego bohaterem był naukowiec przeniesiony do alternatywnego, wrogiego świata. Another World odniósł wielki sukces komercyjny, uzyskując sprzedaż w wysokości miliona egzemplarzy. Nowatorstwo tej produkcji przejawiało się w wielu aspektach. Przede wszystkim na tle sztampowych gier platformowych z tego okresu Another World wyróżniał się dynamiczną, pozbawioną monotonii akcją; zarazem był pozbawiony powszechnych wówczas pasków życia czy energii, posiadał też sterowanego przez komputer pomagiera gracza o własnej osobowości. Jednocześnie dzieło Chahiego wyróżniało się wizją plastyczną, oryginalną fabułą, a także środkami artystycznymi charakterystycznymi dla sztuki filmowej (użycie przerywników). Ze względu na walory artystyczne gra Another World plasowana jest wśród arcydzieł sztuki interaktywnej. 

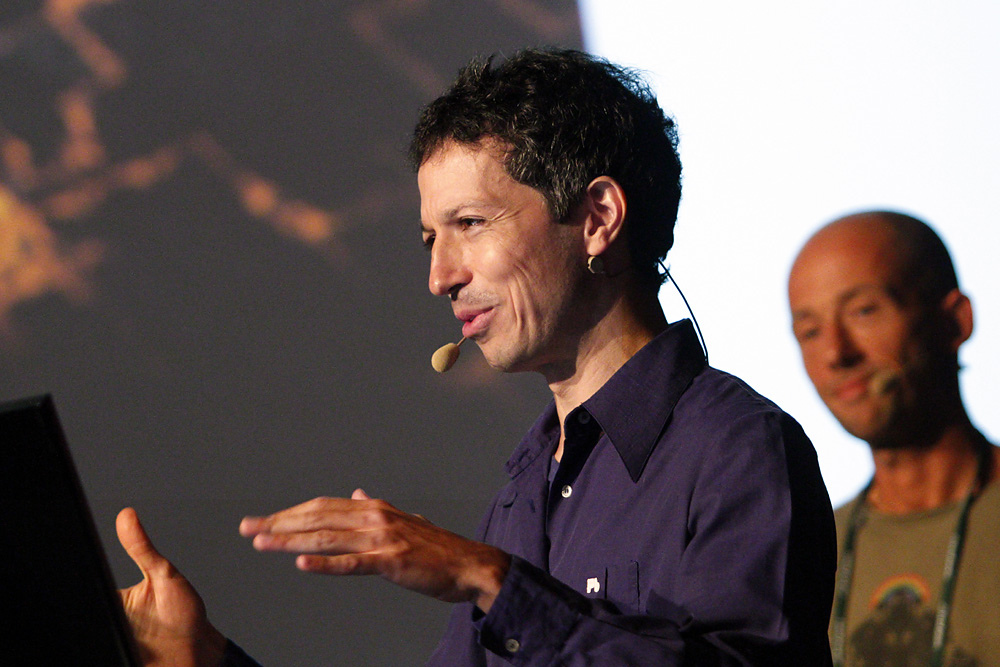
Éric Chahi przemawiający podczas Game Developers Conference w 2010 roku

Sukces Another World skłonił jej wydawcę, Interplay Entertainment, do stworzenia jej kontynuacji pod tytułem Heart of the Alien. Chahi objął przy niej stanowisko głównego projektanta, ale tym razem nie miał wielkiej kontroli nad jej tworzeniem. Efekt okazał się mierny: Heart of the Alien (1994) ukazało się w wersji tylko na jedną konsolę, nie zdobyło popularności i zostało potępione przez samego jej twórcę.

### Kolejne dzieła
Z braku większego zainteresowania kontynuacją Another World Éric Chahi założył w 1992 roku wraz z innym projektantem, Frédérikiem Savoirem, studio pod nazwą Amazing Studio. Rozpoczął prace nad nową grą, zatytułowaną Heart of Darkness, której bohaterem był chłopiec wkraczający do mrocznej krainy w poszukiwaniu swojego psa. Początkowo eksperymentowano z grafiką trójwymiarową, ostatecznie jednak twórcy zdecydowali się na dwuwymiarową oprawę graficzną, podobną stylistycznie do Another World. Premierowy pokaz intra do gry w 1994 roku zebrał sporą widownię, wywołując zachwyt również u Stevena Spielberga. Próbował on wraz z George’em Lucasem uzyskać prawa do ekranizacji tytułu, uzyskując odmowną odpowiedź Chahiego. Przeciągająca się premiera gry spowodowała wszelako zanik popularności tytułu. Ostatecznie Heart of Darkness ukazało się w 1998 roku; uzyskało wprawdzie pozytywne recenzje, lecz krytycy wskazywali na anachronizm dzieła w obliczu takich trójwymiarowych tytułów, jak Quake (1996). Mimo sukcesu komercyjnego (1,5 miliona sprzedanych egzemplarzy) ekipa była wycieńczona niedocenioną pracą, a Chahi na wiele lat zaprzestał aktywności w branży.
Po 2005 roku, za sprawą rozwoju dystrybucji elektronicznej oraz serwisów w rodzaju Steam, sytuacja jednak zaczęła się obracać na korzyść Chahiego, wciąż niezależnego twórcy. W 2006 roku opublikował on reedycję Another World, ponownie udzielając wywiadów serwisom o grach. Zdecydował się również na prace nad kolejnym dziełem autorskim. Była to gra From Dust, w której gracz miał za zadanie pomóc polinezyjskiemu plemieniu nękanemu przez żywioły w dostaniu się do określonego miejsca. Pierwotnie francuski projektant zakładał, że From Dust stanie się grą strategiczną, ale ostatecznie ustalono, że projekt będzie przypominał „grę w boga”. Chahi twierdził, że jego dzieło jest grą o nieuchronnym upływie czasu, ukazującą graczowi stopniowo genezę powstania plemienia. Gra From Dust, wydana w 2011 roku, odniosła sukces komercyjny, głównie za sprawą sprzedaży w dystrybucji cyfrowej; krytycy zwracali uwagę na olśniewającą wizję plastyczną oraz realizm w odwzorowaniu praw fizyki.
Chahi później opracował grę Paper Beast (2020), początkowo przeznaczoną na platformy obsługujące gogle do wirtualnej rzeczywistości. Paper Beast pozwalała graczom przemierzać pustynny świat złożony ze zwierząt przypominających figurki origami. Paper Beast została bardzo pozytywnie przyjęta przez krytyków; Christopher Byrd z „The Washington Post” podkreślał, że gra „rzuca graczy w halucynacyjny krajobraz cyfrowy działający na komputerze kwantowym – miejsce, które wizualnie przypomina prace surrealistycznych malarzy Dalego i Magritte’a”.

## Poglądy

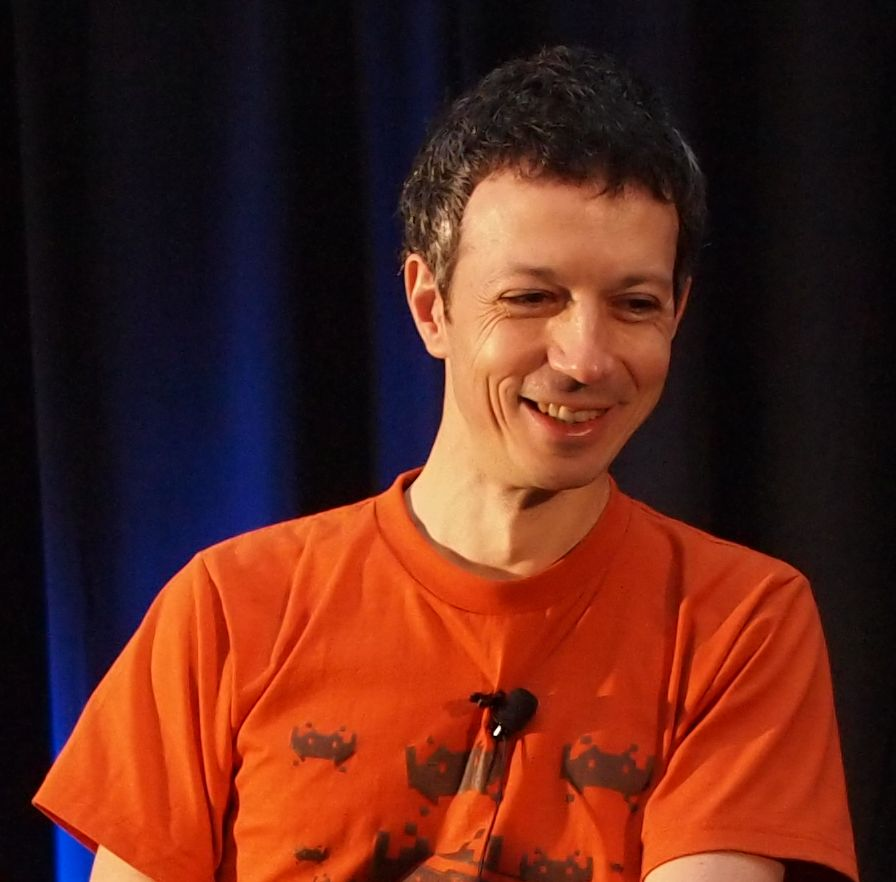
Éric Chahi na Game Developers Conference w 2011 roku

Éric Chahi jest zadeklarowanym twórcą niezależnym. Z zadowoleniem patrzył na przemiany zachodzące w branży po 2005 roku, które umożliwiły artystyczny i komercyjny sukces takim niezależnym twórcom, jak Fumito Ueda, Keita Takahashi, Jonathan Blow i Jenova Chen. Zakłada on w związku z tym, że urzekające pięknem i odnoszące sukces gry można tworzyć nawet przy skromnym budżecie.
Zdaniem Chahiego gry komputerowe muszą czerpać inspirację z rzeczywistości; cały materiał interaktywny, na którym się opierają, składa się z symboli, zachowań, norm, punktów widzenia świata czy też emocji. Celem projektanta powinno być wprowadzenie gracza w świat przeżyć opartych na interakcji; nie trzeba przy tym tworzyć rozbudowanej fabuły, ale ważne jest to, by gra zapadła w pamięci gracza.